# Ayrton Müller
Ayrton Müller (Antônio Carlos, 9 de março de 1929) é um comerciante, empresário e político brasileiro.
Filho de Júlio João Müller e de Otília Júlia Goederth. Casou com Ubaldina de Carvalho Müller.
Foi candidato a deputado estadual para a Assembleia Legislativa de Santa Catarina nas eleições de 1958, pelo Partido Social Democrático (PSD), obtendo 3.290 votos. Ficou na 12ª suplência, sendo convocado em 19 de agosto de 1959, por um período de 60 dias, devido à licença do deputado Ivo Reis Montenegro, tomando posse na 4ª Legislatura (1959-1963).